# Ariramba-de-cauda-verde
Bico-d'agulha-de-cauda-verde ou ariramba-de-cauda-verde (nome científico: Galbula galbula) é uma espécie de ave galbuliforme.
É nativa do Brasil, Colômbia, Guiana Francesa, Guiana, Suriname e Venezuela. Os seus habitats naturais são: florestas de várzea úmida, tanto tropicais como subtropicais, e florestas secundárias altamente degradadas.

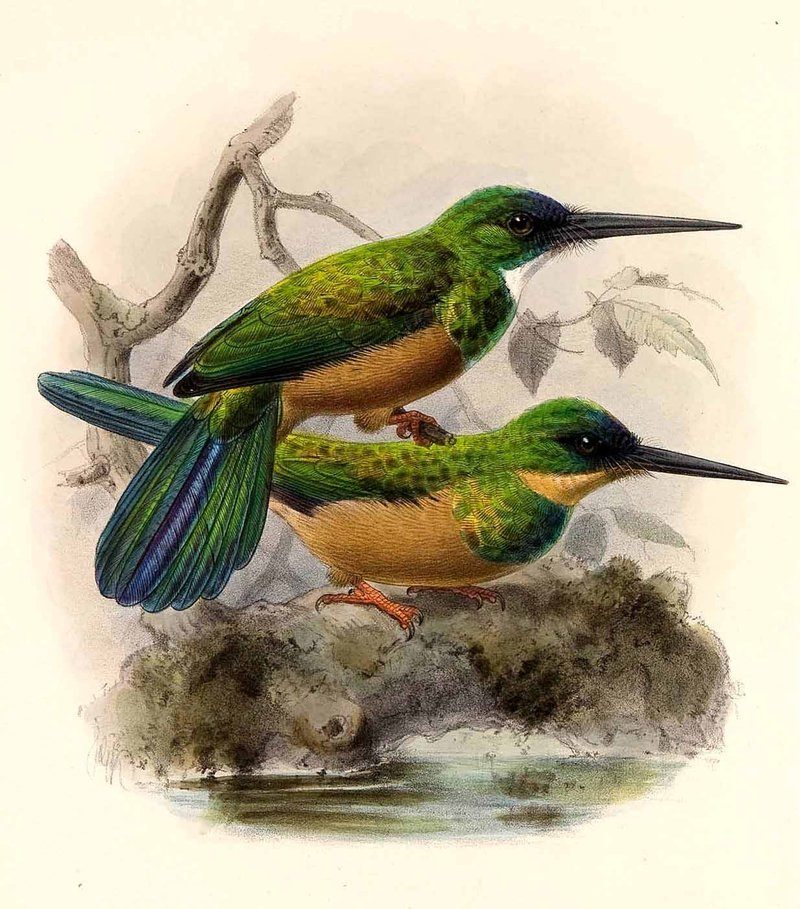
Galbula galbula, fêmea (abaixo) e macho (acima); ilustração de Keulemans